# Hockeyhjelm
En hockeyhjelm er en hovedbeklædning som bæres af ishockey- og inlinehockey-spillere som beskyttelse af hovedet mod potentielle skader når dette rammes af pucke, stave, skøjter eller andre spillere.
Hockeyhjelme omfavner hovedet indefra ved at holde bagsiden af hovedet, eller nakkeknuden. Hjelmfabrikanter har diagrammer, der relaterer deres hjelmstørrelser til hovedstørrelser.
De fleste hjelme kan bruges uden justeringer med værktøj, men på ældre modeller justeres hjelmstørrelsen ved at løsne skruerne på siden for at skubbe forreste del frem eller tilbage.
Skallen på en hockeyhjelm er lavet af et stof kaldet vinyl nitril, der afleder kraft fra kontaktpunktet, mens foret kan være lavet af enten vinyl nitrilskum eller ekspanderet polypropylenskum til at absorbere energien, for at mindske risikoen for hjernerystelse.